# Гірські лижі
Гірські́ ли́жі — особливий різновид лиж, який використовують для спуску з гірських схилів і в гірськолижному спорті.

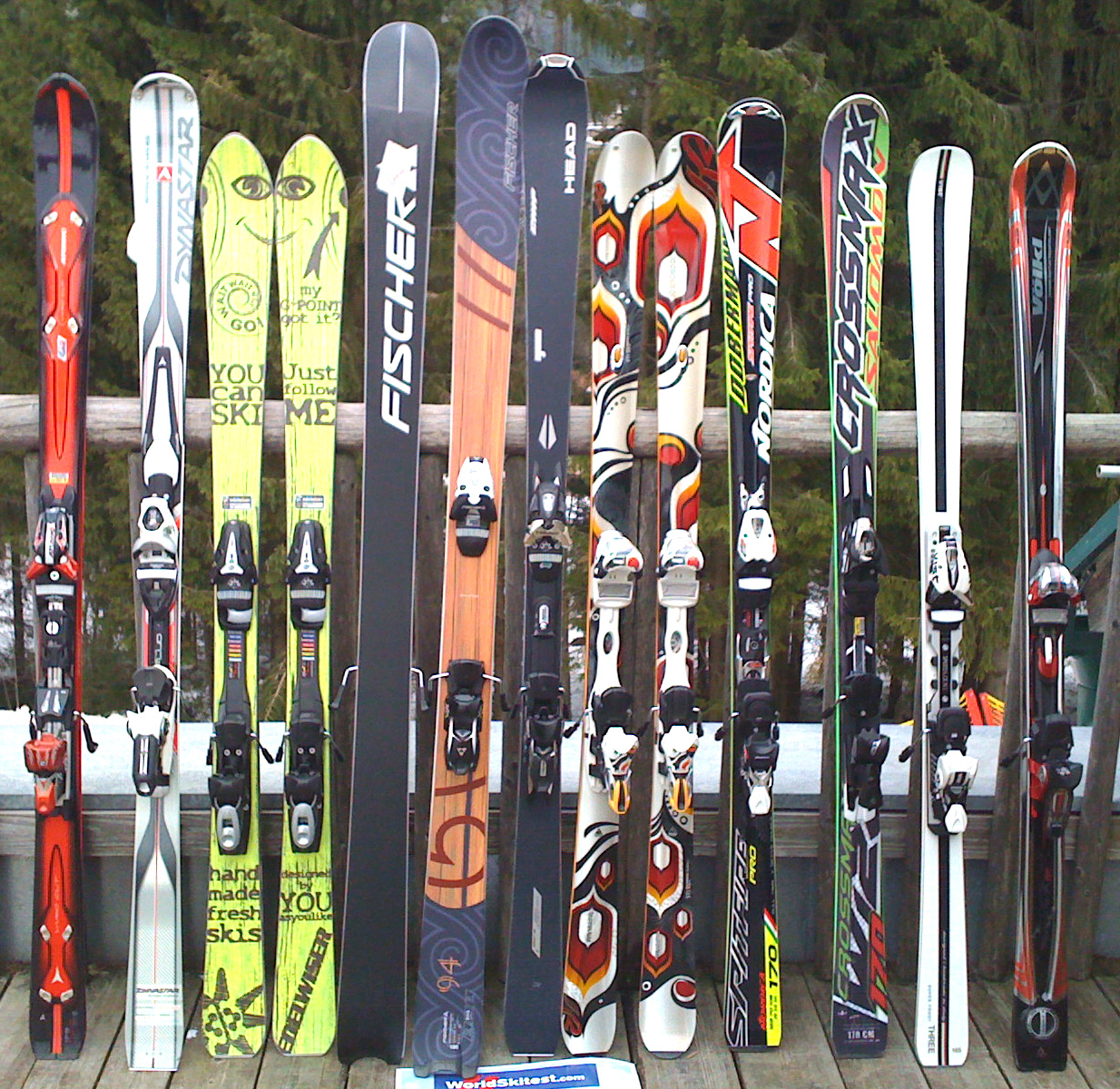
Сучасні гірські лижі сезону 2009/2010

## Історія
Спочатку для спортивного спуску з гір використовувалися звичайні лижі з напівжорсткими кріпленнями (у 1945). Поступово лижі модифікувалися. Однією з перших модифікацій стала окантовка — знизу по краях до лижі прикріплювали вузькі (4-5 мм) металеві смуги. Це перешкоджало сточуванню дерева лиж об фірн (жорсткий твердий сніг, який часто утворюється в горах, інколи з вкрапленнями дрібних льодових кристалів) і дозволяло впевненіше керувати лижами.
Надалі, з розвитком гірськолижного спорту, гірські лижі знайшли власний варіант кріплень, з жорстко фіксованою п'ятою, і спеціальні черевики.
Наступні значні зміни в конструкції сталися після появи пластика. За допомогою вкритих знизу пластиком лиж досягалася набагато більша швидкість, ніж за допомогою простих дерев'яних, що спричинило зміцнення конструкції лиж, кріплень і черевиків.
Нині гірські лижі — високотехнологічний продукт, в якому використовуються сучасні наукові і технічні досягнення.

## Класифікація
Увесь асортимент моделей гірських лиж можна умовно розділити на такі категорії:
- Карвінгові лижі (Easy Carving, Carving, Race Carving, Extreme Carving) - використовуються на підготовлених схилах, стиль їзди - різані круті дуги при послідовній перекантовці
- Лижі для фрірайду (Freeride) - максимально широкі, створені для позатрасової їзди як по пухкій цілині, так і по вітровому насту чи мокрому снігу
- Універсальні лижі (All Mountain) - моделі з широкою талією, компромісний варіант між карвінговими і фрірайдоими моделями
- Лижі для фрістайлу (Freestyle, Twin Tip) - високоманеврені із загнутими п'ятами, для фанатів трюків й спусків задом наперед
- Спортивні лижі (Racing, Slalom, Giant slalom, Super Giant Slalom, Downhill) – виключно жорсткі, призначені для великих швидкостей, їх беруть переважно на участь в змаганнях
- Міні лижі (Short Skiing, Skiboards) - укорочені моделі, що дозволяють їздити різаними крутими дугами на високій швидкості
- Лижі скітур (Ski-tour) - призначені для лижних походів по пересіченій місцевості